# Соэмские убийства
Со́эмские убийства (англ. Soham murders) — убийство двух 10-летних девочек, Холли Мэри Уэллс и Джессики Эми Чапман, произошедшее 4 августа 2002 года в Соэме, Кембриджшир, Англия. Их тела были найдены 17 августа 2002 года местным работником фермы около авиабазы Лейкенхит, Норфолк.
Ян Кевин Хантли, завхоз местной средней школы, был осуждён 17 декабря 2003 года за убийство девочек и приговорён к двум пожизненным срокам. Позже Высокий суд установил минимальный срок 40 лет.
Его подруга, Максин Энн Карр, была ассистентом учителя девочек в начальной школе «St Andrew’s Primary School». Карр обеспечила Хантли ложным алиби и получила три с половиной года тюремного заключения за воспрепятствование осуществлению правосудия.

## Убийство
4 августа 2002 года Уэллс и Чапман были на барбекю у семьи Уэллс в Редхаус-Гарденс, Соэм. Около 6:15 вечера они вышли из дома, чтобы купить сладостей. На обратном пути они прошли мимо дома Яна Хантли, завхоза средней школы. Хантли увидел девочек и попросил их пройти в свой дом. Он сказал, что его подруга, Максин Карр, ассистент их преподавателя в начальной школе, находится в его доме. На самом деле она отправилась навестить свою семью в Гримсби, Линкольншир. Вскоре после того, как они вошли в его дом, Хантли убил их.
Мотив убийства неизвестен. Полиция подозревает, что Хантли убил девочек в порыве ревности. Мать Хантли также сказала, что она подозревала это. Полиция не обнаружила никаких доказательств преднамеренности.

## Ян Хантли
Ян Кевин Хантли родился 31 января 1974 года в Гримсби, Линкольншир; первый сын Кевина и Линды Хантли. Жил два месяца в селе Хоптон-он-Си, Норфолк, а также провёл некоторое время в Сканторпе, Линкольншир.
В феврале 1999 года Хантли (в возрасте 25 лет) встретил двадцатидвухлетнюю Максин Карр в ночном клубе «Голливуд» в центре города Гримсби. Позже она переехала с ним в его квартиру в Бартон-апон-Хамбере, небольшом городке на южном берегу реки Хамбер. Карр нашла работу упаковщицы рыбы на местном заводе по переработке рыбы, в то время как Хантли работал барменом. Он также совершил поездку в Кембриджшир в выходные дни, чтобы помочь своему отцу, который работал школьным сторожем в селе Литлпорт вблизи города Или.
В сентябре 2001 года Хантли поступил на должность завхоза в Соэм-Виллидж-колледж, среднюю школу в маленьком городке между Ньюмаркетом и Или. Работа стала вакантной после того, как предыдущий завхоз был уволен за несоответствующие отношения с учениками женского пола. Хантли был принят на должность и начал работу 26 ноября 2001 года.

### Жизнь в тюрьме
14 сентября 2005 года Хантли был ошпарен кипятком в тюрьме своим сокамерником Марком Хобсоном.
5 сентября 2006 года Хантли был найден в бессознательном состоянии в тюремной камере, как полагают, после передозировки. Ранее у него была передозировка антидепрессантов в тюрьме в июне 2003 года, во время ожидании суда.
23 января 2008 года Хантли был перемещен в тюрьму Франкленд близ Дарема.
21 марта 2010 года Хантли был доставлен в больницу, заявив, что его горло полоснул другой заключённый; его травмы оказались не опасными для жизни.